# Collazzone
Collazzone est une commune italienne d'environ 3 500 habitants, située dans la province de Pérouse, dans la région Ombrie, en Italie centrale.

## Administration
| Période                                  | Période | Identité | Étiquette | Qualité |
| ---------------------------------------- | ------- | -------- | --------- | ------- |
|                                          |         |          |           |         |
| Les données manquantes sont à compléter. |         |          |           |         |

### Hameaux
Assignano, Canalicchio, Casalalta, Collepepe, Gaglietole, Piedicolle

### Communes limitrophes
Bettona, Deruta, Fratta Todina, Gualdo Cattaneo, Marsciano, Todi